# Guadalfeo
El Guadalfeo, antiguamente llamado Sierpe, es un río de la provincia de Granada, en Andalucía (España). Nace en Sierra Nevada, en el término municipal de Bérchules, y desemboca en el mar Mediterráneo, en la localidad de Salobreña. Se trata de un río de marcado carácter nivopluvial y torrencial, con una longitud de 71 km.

## Etimología
En los textos árabes disponibles, el Guadalfeo se denomina Wādī Šalawbāniya ‘río de Salobreña’ o Wādī Mutrīl 'río de Motril' y hasta el momento no se ha encontrado ningún texto del que poder deducir una etimología segura para el hidrónimo actual, cuando, además, hacia 1540 era llamado río de la Sierpe.
El arabista español Joaquín Vallvé Bermejo ha propuesto el origen del topónimo Guadalfeo en el árabe Wādī-l-Fatḥ ‘Río de la Victoria’,  porque, según la tradición, por la zona de la desembocadura desembarcó ʿAbd ar-Raḥmān I en su campaña para rescatar el poder de los omeyas en al-Ándalus.
Con anterioridad, Elías Terés había formulado la hipótesis de que Guadalfeo procedería, a través del hispano-árabe *Wád al Féw, del árabe Wādī-l-Fa’w con el significado de ‘río de la Quebrada’, aludiendo a la topografía del terreno por donde discurre, sobre todo en sus cursos medio y bajo. Esta acepción es la más aceptada y difundida por otros autores, que añaden a Wādī-l-Fa’w los significados de «el que discurre por un desfiladero» o «espacio entre dos montes».

## Curso

### Curso alto
El río Guadalfeo nace de la unión de los más modestos río Chico y río Grande, que a 2500 m de altitud se forman en las vertientes meridionales de Tajo Colorado (2900 m), el primero en el ventisquero de las Cabras y el segundo en los prados del Puerto, separados ambos por la loma de Enmedio, en el parque nacional de Sierra Nevada. Al unirse estos dos ríos, constituyen el que los lugareños conocen como río Bérchules, cambiando el nombre al llegar al término de Cádiar, a partir de donde se conoce como Guadalfeo, aunque al llegar al término de Órgiva se le denomina frecuentemente río Grande o de Órgiva, hasta pasar la población y recibir al río Ízbor tomando nuevamente, ya de forma definitiva, el nombre de Guadalfeo. 
Sus principales afluentes son: río Ízbor, río Sucio, río Chico y río Trevélez (El río Poqueira afluye a este un poco antes de su unión con el Guadalfeo).

### Curso bajo
Su desembocadura riega la fértil vega de Motril y Salobreña, y mediante trasvases, la vega de río Verde y los llanos de Carchuna (Motril). La vega de Motril-Salobreña se asienta sobre un abanico deltaico o delta anastomosado (Braided Fan-Delta), caracterizado por un río trenzado en el que su cauce se transforma en una red de canales separados por islas temporales. Hasta principios-mediados del siglo XX, el principal canal de la desembocadura del Guadalfeo servía de límite entre los municipios de Motril y Salobreña, pero tras la canalización del tramo final entre el mar de Alborán y el tajo de los Vados (de agua) o garganta del Dragón o de Escalate (sierra de Escalate), al norte de Lobres, el río discurre íntegramente por Salobreña, coincidiendo el límite entre los dos municipios con el llamado río Seco (canal que quedó seco tras la canalización), junto a campo de golf de Motril.[cita requerida]

## Acequias y presas

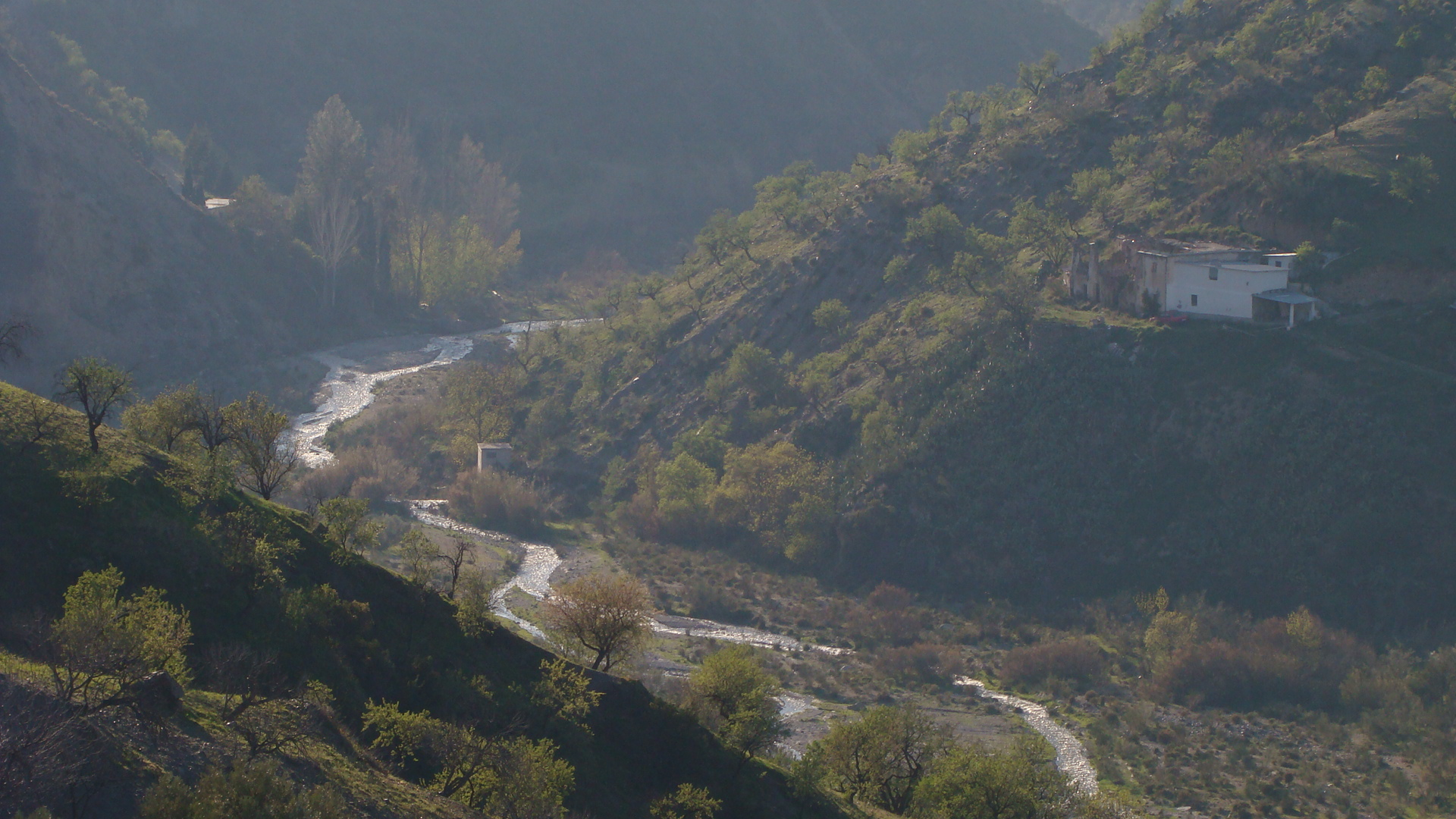
Río Guadalfeo en su tramo medio

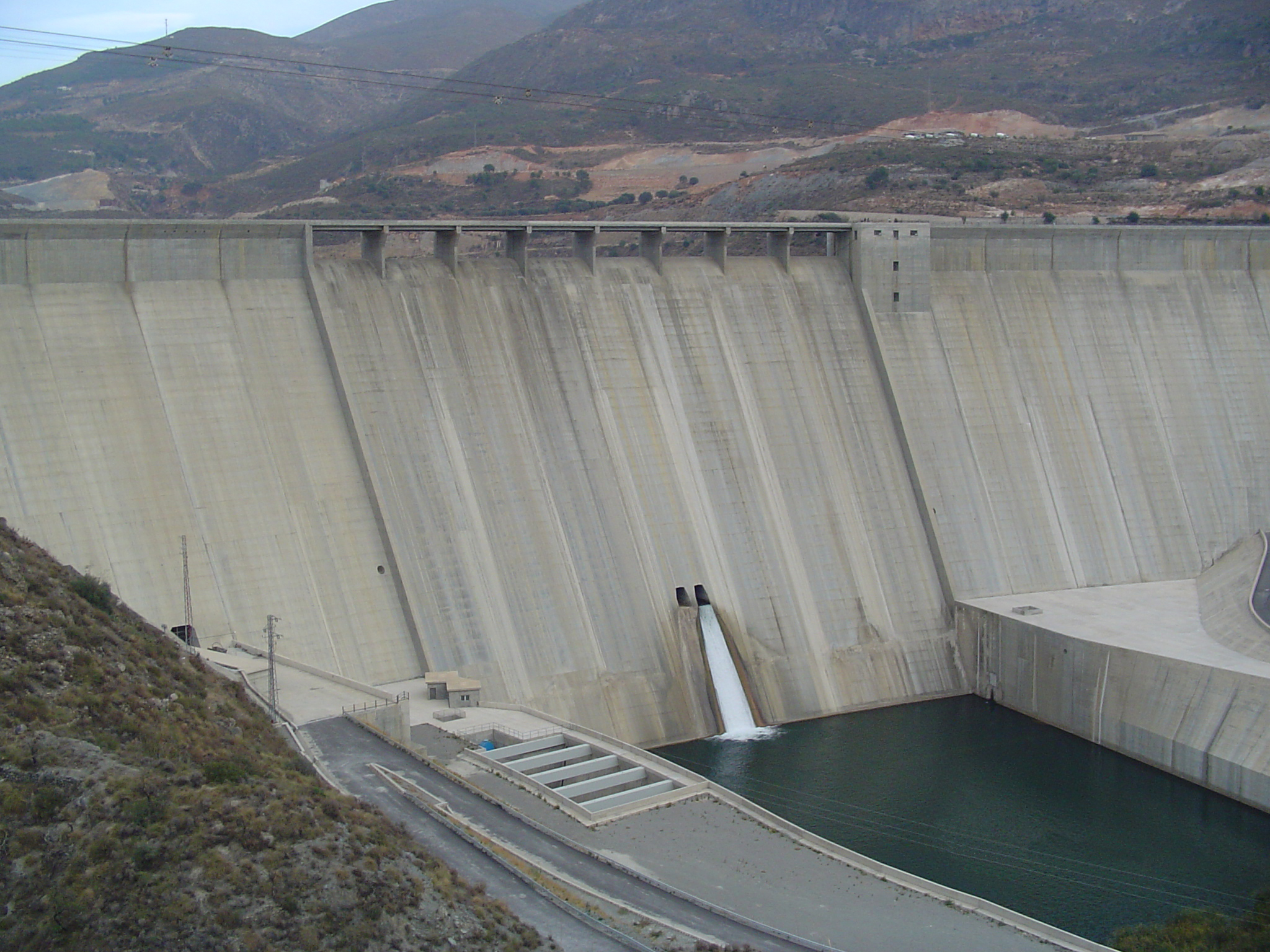
Presa de Rules

Las acequias que desembocan en las playas de Salobreña y Motril se corresponden en realidad con el trazado de los canales del delta, que a lo largo de la historia han ido cambiando de posición. Durante buena parte de la Edad Media, el canal principal del Guadalfeo discurría por la propia Salobreña, y su parte baja, conocida como la Pontanilla, se corresponde con ese trazado. En esta zona se colocaban "pontanas" (grandes lajas de pizarra) que hacían la función de puente.[cita requerida]
Tras el encauzamiento del río, quedó aislada una playa entre la desembocadura actual y la de río Seco, conocida como playa de la Cagadilla. Esta playa ha visto reducido por completo el aporte de áridos, al ir el río seco en su desembocadura, lo que ha originado su completa desaparición y la entrada del mar en la Vega. El proyecto de construcción de la presa de Rules preveía medidas para evitar esto, pero la inactividad de la administración pública ha llevado a la situación actual.[cita requerida]

## Flora y fauna
Cabe destacar que el caudal medio del Guadalfeo es de 6,65 m³/s, pero tras la construcción de la presa de Rules, el desvío de agua a las acequias y los trasvases a otras cuencas limítrofes, ha dejado el tramo final completamente seco durante más de diez meses al año. Hay especies protegidas que sufren esta situación, como el galápago leproso y la anguila. Grupos ecologistas han denunciado ante la Consejería de Medio Ambiente esta situación y le exigen que ponga remedio inmediatamente en aplicación de la normativa vigente.[cita requerida]

## Acuíferos
Según investigaciones recientes, bajo la desembocadura del Guadalfeo, existen dos acuíferos. El superior (acuífero libre) sufre contaminación de tipo intrusión marina debido a la drástica reducción del caudal final del río, y en inferior (acuífero confinado), presenta características termales aptas para la explotación. El Ayuntamiento de Salobreña realizó en el año 2004 estudios al respecto, tras la renuncia a tramitar el expediente de declaración de las aguas termales de Lobres.[cita requerida]
La composición química del Guadalfeo se corresponde con un agua bicarbonatada sulfatada cálcico magnésica, de dureza alta.[cita requerida]